# 台灣孔菌屬
台灣孔菌屬（學名：Taiwanoporia）是擔子菌門傘菌綱一個地位未定的屬，於2003年由臺灣學者描述發表，其學名是由Taiwan（臺灣）與Poria（孔菌屬，為一已不使用的學名，現為多年臥孔菌屬的異名）組成，模式種澱粉台灣孔菌（Taiwanoporia amylospora）為臺灣特有種，是造成白腐病的木腐真菌，正模標本於2002年10月採自臺中鞍馬山一昆欄樹的枯樹幹上（海拔約2000公尺處），藏於臺灣林業試驗所植物標本館（TAIF）；副模標本於2000年採集，藏於國立自然科學博物館。
2008年有日本學者發表採自日本群馬縣武尊山的物種Taiwanoporia roseotincta，其子實體呈粉紅色至白色。

## 型態
本屬的子實體為一年生，長約5公分，厚約1.2公分，呈白色至奶油色，並充滿角形至圓形的菌孔；生殖菌絲無扣子體，擔孢子長4至5.5微米，寬3.5至4.5微米，呈淚珠狀至近球狀，表面光滑透明，梅澤試劑檢測結果為類澱粉反應。本屬的型態與變孔菌屬類似，但菌絲特徵有差異，後者的生殖菌絲具有扣子體，且本屬為白腐真菌，後者則為棕腐真菌。

## 物种
- 淀粉台湾孔菌 Taiwanoporia amylospora T.T.Chang & W.N.Chou, 2003
- Taiwanoporia roseotincta T.Hatt., 2008